# بيتر دبليو. ييتس
بيتر دبليو. ييتس (بالإنجليزية: Peter W. Yates)‏ هو قاضي ومحامي وسياسي أمريكي، ولد في 23 أغسطس 1747 في الولايات المتحدة، وتوفي في 9 مارس 1826. انتخب عضو جمعية ولاية نيويورك.